# Sentinelle des Rangiers

Le Fritz in den 1970er Jahren

Die Sentinelle des Rangiers («Wache von Les Rangiers»), häufig Le Fritz genannt, war ein Soldatendenkmal in der Schweiz. Die im Jahr 1924 von Charles L’Eplattenier geschaffene Statue stand in der Nähe des Col des Rangiers auf dem Gemeindegebiet von Asuel (heute zu La Baroche im Kanton Jura gehörend). Während des Jurakonflikts war sie mehrmals Zielscheibe von jurassischen Separatisten, die sie als Symbol der Herrschaft des Kantons Bern im Jura betrachteten. 1989 wurde sie zerstört.

## Lage
Die Statue stand knapp einen Kilometer westlich der Passhöhe des Col des Rangiers an der Hauptstrasse 6 in Richtung Courgenay, genauer bei der Abzweigung der Hauptstrasse 249 nach La Caquerelle und Boécourt. Sie befand sich am östlichen Rand der Landschaft Ajoie, auf dem heutigen Gemeindegebiet von La Baroche im Kanton Jura. Bis 2012 gehörte das Gebiet zur Gemeinde Asuel, bis 1979 zum Kanton Bern.

## Name
Die Statue symbolisierte den Grenzschutz der Schweizer Armee während des Ersten Weltkriegs in Form eines Infanteristen mit aufgepflanztem Bajonett, der den Kriegsparteien gegenüberstand. Die Uniform war der damaligen Schweizer Regimentskleidung getreu nachgebildet. Der Tschako, den die Statue trug, liess den Wächter wie einen preussischen Soldaten aussehen, daher sein Spitzname «le Fritz», der damals im Französischen allgemein für Deutsche verwendet wurde. Hinzu kam, dass die Armeeführung während des Kriegs von der Deutschschweiz und der preussischen Militärtradition geprägt war, was in der Romandie wiederholt auf Kritik stiess. Wahrscheinlich ist auch, dass die Bezeichnung «le Fritz» an den jungen Fritz Kempf erinnert, der Modell stand.

## Geschichte

### Nationales Monument

Das Werbemotiv eines Plakats für Radios von Paillard von Johannes Handschin (1936) ist an die Sentinelle des Rangiers angelehnt

Vom Herbst 1914 bis zum November 1918 stabilisierte sich die Westfront, die von der Nordsee aus verlief, auf der Höhe von Bonfol – etwa zwölf Kilometer vom Col des Rangiers entfernt. Die Schweiz war bestrebt, ihre Neutralität zu wahren und beide Kriegsparteien daran zu hindern, die Front durch die Ajoie zu verschieben. Über vier Jahre lang waren dort Truppenverbände konzentriert, die Feldverteidigungsanlagen errichteten.
Am 9. November 1919 beschloss die Société jurassienne de développement, nahe der Passhöhe ein Denkmal zu Ehren der mobilisierten Soldaten zu errichten, und erteilte daraufhin dem Neuenburger Bildhauer und Maler Charles L’Eplattenier (dem Lehrmeister Le Corbusiers) einen entsprechenden Auftrag. Die Kosten von 60'000 Franken wurden durch eine nationale Sammelaktion finanziert. Der für die Statue verwendete Granitblock wurde aus einem Findling gehauen, der aus dem Wald von Cudret bei Rochefort stammte. L’Eplattenier fertigte die viereinhalb Meter hohe Statue in seinem Atelier in La Chaux-de-Fonds. Nachdem sie auf einen Sockel gestellt worden war, wurde sie am 31. August 1924 im Beisein von General Ulrich Wille offiziell eingeweiht. In den folgenden Jahren zog das Denkmal zahlreiche Besucher an. Während der Mobilisierung der Schweizer Armee im Zweiten Weltkrieg wurde es zu einer nationalen Ikone. 1940 war «Le Fritz» das Motiv einer Pro-Patria-Briefmarke im Wert von 30 Rappen und mit einem Zuschlag von 10 Rappen.

### Vandalismus und Zerstörung
Als sich die Jurafrage in den 1960er Jahren zuspitzte, interpretierten die jurassischen Separatisten das Denkmal als «Symbol der Herrschaft des deutschsprachigen und protestantischen Kantons Bern über die mehrheitlich französischsprachige und katholische Bevölkerung des Jura». Zudem hielten sie inmitten der Auseinandersetzung um einen möglichen Waffenplatz in den Freibergen ein Denkmal, das den Krieg feiert, für ein militaristisches Machtsymbol Berns – sowohl auf kantonaler als auch auf Bundesebene. Die Vandalenakte nahmen am 3. September 1962 ihren Anfang, als die Front de libération jurassien ein Jurawappen und ihr Kürzel FLJ auf das Denkmal malte. Am 30. August 1964 fand beim Denkmal eine Feier zum Gedenken an die Mobilmachungen der beiden Weltkriege statt. Rund 6000 Separatisten begaben sich dorthin, um ihren Unmut über die Berberat-Affäre und das Waffenplatzprojekt zur Sprache zu bringen. Die Feier begann zunächst besinnlich, doch dann schwenkten mitgereiste Aktivisten der Béliers plötzlich hunderte Jurafahnen, entrollten antibernische Spruchbänder und unterbrachen mit Pfiffen und Buhrufen die Festreden von Regierungsrat Virgile Moine und Bundesrat Paul Chaudet.
In der Nacht vom 31. Mai auf den 1. Juni 1984 wurde das Denkmal vom Sockel gestürzt. Mehrere Aktivisten der Béliers sassen anschliessend wegen dringenden Tatverdachts drei Tage lang in Untersuchungshaft, doch die Polizei konnte ihnen nichts nachweisen, und das Verfahren musste 1987 eingestellt werden. Eine Woche nach der Tat forderten die Béliers in einer Erklärung, anstelle der Statue solle ein Denkmal errichtet werden, das an den Sieg der Separatisten im ersten Juraplebiszit vom 23. Juni 1974 erinnert. Am 27. Juni 1984 stand das Denkmal wieder auf seinem Sockel. Am 10. August 1989 ereignete sich ein weiterer Sockelsturz; zusätzlich wurde der Kopf der Statue gestohlen und der Sockel mit dem Slogan DMF tue («[das] EMD tötet») sowie einem Hakenkreuz verschmiert. Die Überreste lagerte man daraufhin in einem Depot des kantonalen Strassenverkehrsamtes in Glovelier, das jedoch in der Nacht vom 24. auf den 25. Januar 1990 als Folge eines Brandanschlags niederbrannte.
1990 kam die ETH Zürich in einem Bericht zum Schluss, dass das Denkmal zu schwer beschädigt sei, um es restaurieren zu können. Der Kopf der Statue tauchte am 24. September 2004 während der 25-Jahr-Feier der Gründung des Kantons Jura wieder auf. Drei vermummte Béliers-Aktivisten brachten ihn nach Delémont mit und spalteten ihn in aller Öffentlichkeit mit Hammer und Meissel. Anschliessend zog eine grössere Gruppe zum Schloss Delémont, um die dort feiernden Ehrengäste auszupfeifen.

### Ausstellung
Die Überreste der Statue sind Eigentum des Kantons Jura. Sie werden in verschiedenen geheim gehaltenen Lagern aufbewahrt, um sie vor weiterer Zerstörung zu schützen. Im November 2015 beschloss die jurassische Kantonsregierung, eine historische Untersuchung des Denkmals und seiner Wahrnehmung durch die Öffentlichkeit durchzuführen. Erstmals seit über einem Vierteljahrhundert wurden die Überreste am 17. September 2016 im jurassischen Kunst- und Geschichtsmuseum Musée jurassien d’art et d’histoire in Delémont präsentiert, anlässlich der Europäischen Tage des Denkmals.
2024 ist eine weitere Ausstellung geplant, und zwar im Musée du Mont-Repais in La Caquerelle, unweit des Originalstandorts.